# ...Enfants des courants d'air
 (juillet 2025).
Pour plus de détails, voir Fiche technique et Distribution.
...Enfants des courants d'air est un film français de court-métrage, réalisé par Édouard Luntz, sorti en 1959.

## Synopsis
La vie d'enfants du bidonville de la Petite Espagne aux portes de Paris, situé à La Plaine Saint-Denis.

## Fiche technique
- Titre original : ...Enfants des courants d'air
- Réalisation : Édouard Luntz
- Scénario : Édouard Luntz
- Directeur de la photographie : Jean Badal
- Musique : Eugene Kurtz
- Montage : Étiennette Muse et Jacques Witta
- Production : Le Film d'Art
- Pays d'origine : France
- Format : Noir et blanc
- Genre : court métrage, drame
- Durée : 26 minutes
- Date de sortie : 1959

## Distinctions
- 1960 : Prix Jean-Vigo